# 1622 год в науке
В 1622 году произошли различные научные и технологические события, некоторые из которых представлены ниже.

## События
- Английский математик Уильям Отред изобрёл логарифмическую линейку, ставшую на 400 лет незаменимым инструментом для быстрых расчётов. Описание его изобретения было опубликовано в трактате «Circles of Proportion and the horizontal instrument» в 1632 году. Первая модель линейки была круговой, далее Отред придал линейке современный прямоугольный формат[1].
- 22 февраля английский металлург Дод Дадли получил патент на использование каменного угля в качестве топлива доменной печи[2].

## Публикации
- Датский математик и астроном Христиан-Северин Лонгомонтан опубликовал свой главный труд «Astronomia Danica», в котором подробно изложена гео-гелиоцентрическая система мира его учителя Тихо Браге. В трактате Лонгомонтана, однако, вопреки мнению Браге, Земля вращается вокруг своей оси. Книга Лонгомонтана пользовалась большой популярностью и была дважды переиздана, последний раз в 1663 году[3].

## Родились
См. также: Категория:Родившиеся в 1622 году
- 28 января — Адриен Озу, французский астроном, строитель крупных телескопов (умер в 1691 году).
- 10 марта — Иоганн Ран, швейцарский математик (умер в 1676 году).
- 5 апреля — Винченцо Вивиани, итальянский естествоиспытатель и математик, ученик Галилея и Торричелли, составитель первой биографии Галилея (умер в 1703 году).
- 9 мая — Жан Пеке, французский врач, внёсший крупный вклад в анатомию и физиологию человека (умер в 1674 году).

## Скончались
См. также: Категория:Умершие в 1622 году
- 23 января — Уильям Баффин, английский мореплаватель (род. в 1584 году).
- 19 февраля — Генри Савиль, английский математик, на 170 лет отсрочивший переход Англии на григорианский календарь (род. в 1549 году).
- 15 мая — Петер Планциус,фламандский картограф (род. в 1552 году).